# Cajatambo (província)
Cajatambo é uma província do Peru localizada na região de Lima. Sua capital é a cidade de Cajatambo.

## Distritos da província
- Cajatambo
- Copa
- Gorgor
- Huancapón
- Manas